# アルキアン
アルキアン （Arquian）は、フランス、ブルゴーニュ＝フランシュ＝コンテ地域圏、ニエーヴル県のコミューン。

## 地理
アルキアンは、県最北端のコミューンである。ピュイゼ地方に属する。

## 歴史
オセールの町は、既に6世紀にこの地をArcunciusの名で呼んでいた。

## 人口統計
| 1962年 | 1968年 | 1975年 | 1982年 | 1990年 | 1999年 | 2006年 | 2014年 |
| ------ | ------ | ------ | ------ | ------ | ------ | ------ | ------ |
| 754    | 698    | 654    | 573    | 589    | 615    | 600    | 595    |

参照元:1962年から1999年までは複数コミューンに住所登録をする者の重複分を除いたもの。それ以降は当該コミューンの人口統計によるもの。1999年までEHESS/Cassini、2006年以降INSEE。